# Avenue Gambetta (Paris)
Pour les articles homonymes, voir Avenue Gambetta.
L'avenue Gambetta est une voie située dans le 20e arrondissement de Paris.

## Situation et accès
Bordée d'arbres, l'avenue Gambetta est formée par quatre axes différents. Elle commence place Auguste-Métivier à 54 mètres d'altitude, d'où elle monte sur la colline de Ménilmontant vers le nord-est, le long du square Samuel-de-Champlain, en direction de la place Martin-Nadaud. L'avenue s'oriente alors plein est et atteint la place Gambetta (87 m). Là, elle s'oriente vers le nord-est, longe la mairie du 20e arrondissement, le square Édouard-Vaillant et l'hôpital Tenon, et atteint les places Paul-Signac (99 m) puis Saint-Fargeau (108 m), où elle subit son dernier désaxement. Après être passée derrière le Centre administratif des Tourelles, siège de la DGSE, elle borde la piscine olympique Georges-Vallerey et le square du Docteur-Variot et s'achève porte des Lilas à 116 m d'altitude.
Ce site est desservi par les stations de métro Père Lachaise, Gambetta, Pelleport, Saint-Fargeau et Porte des Lilas.

## Origine du nom

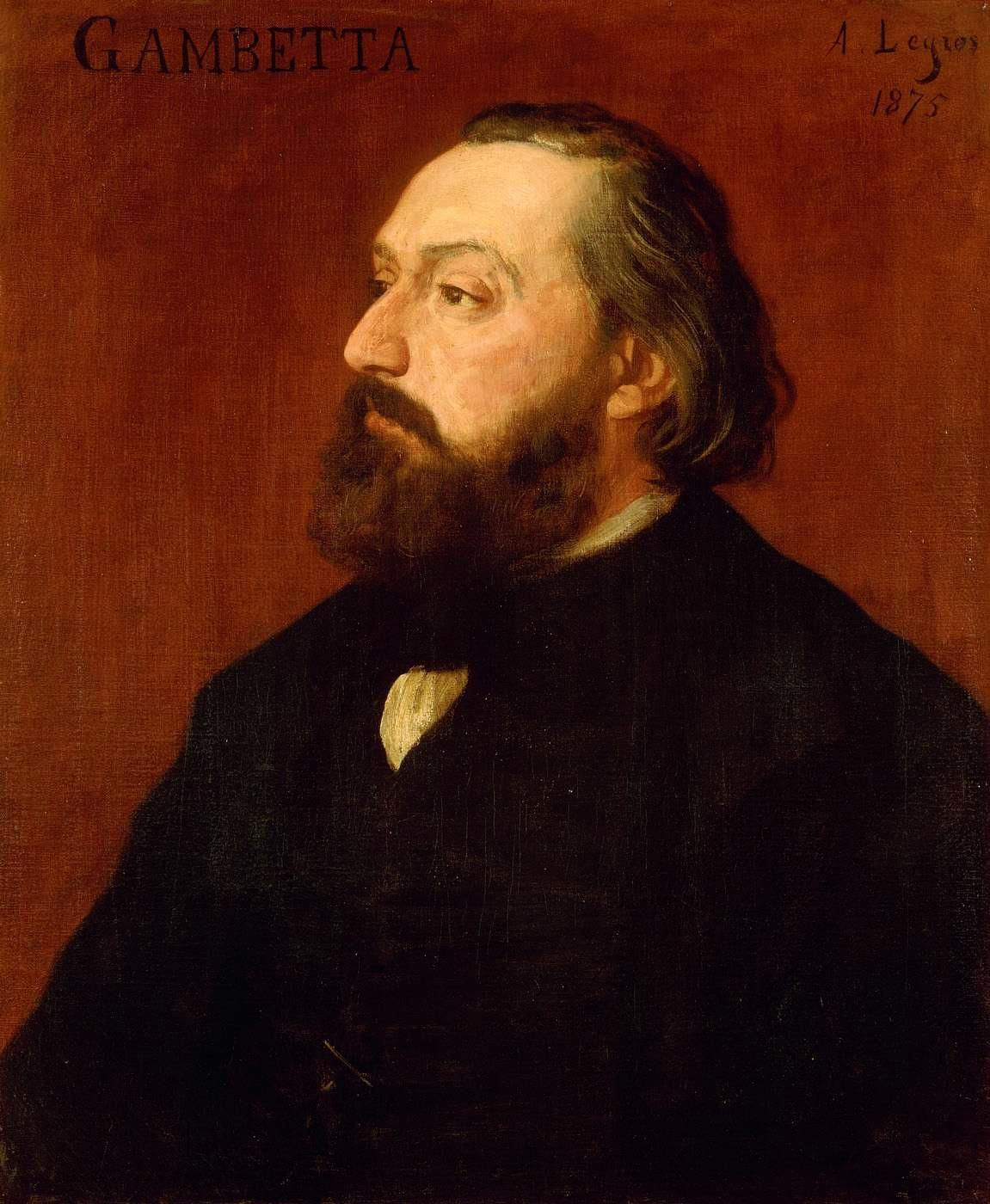
Léon Gambetta en 1873.

Elle doit son nom à Léon Gambetta (1838-1882), homme politique, membre du gouvernement de la défense nationale en 1870, président du Conseil et député du 20e arrondissement.

## Historique
Une première partie de l'avenue a été ouverte en 1862, entre la place Gambetta et le boulevard Mortier sous le nom de « rue de la Dhuys ». La partie de cette avenue entre la porte des Lilas et la rue Pelleport est tracée dans le territoire de l'ancien parc du château de Ménilmontant, aliéné à la fin du XVIIIe siècle et loti au cours de la première moitié du  XIXe siècle dans l'ancienne commune de Belleville annexée à la ville de Paris en 1860. Cet espace était cependant encore peu construit à cette date.
En 1876, une deuxième partie est percée entre la rue de la Bidassoa et le passage des Rondeaux jusqu'à la place Gambetta, sous le nom de « rue Sorbier ». Cette partie fut réunie, en 1879, à l'avenue de la République.
En 1887, une troisième partie est ouverte depuis la place Auguste-Métivier jusqu'à la place Martin-Nadaud et la rue des Rondeaux.
L'ensemble de cette voie prend le nom d'« avenue Gambetta » en 1893.
En 1910, l'avenue est amputée de la partie qui débouchait sur le boulevard de Ménilmontant pour former la place Auguste-Métivier et absorbe un tronçon de la rue des Prairies.
Le 1er avril 1918, durant la première Guerre mondiale, le no 105 avenue Gambetta est touché lors d'un raid effectué par des avions allemands.
Une partie de l'avenue délimitait la ZAC des Amandiers.

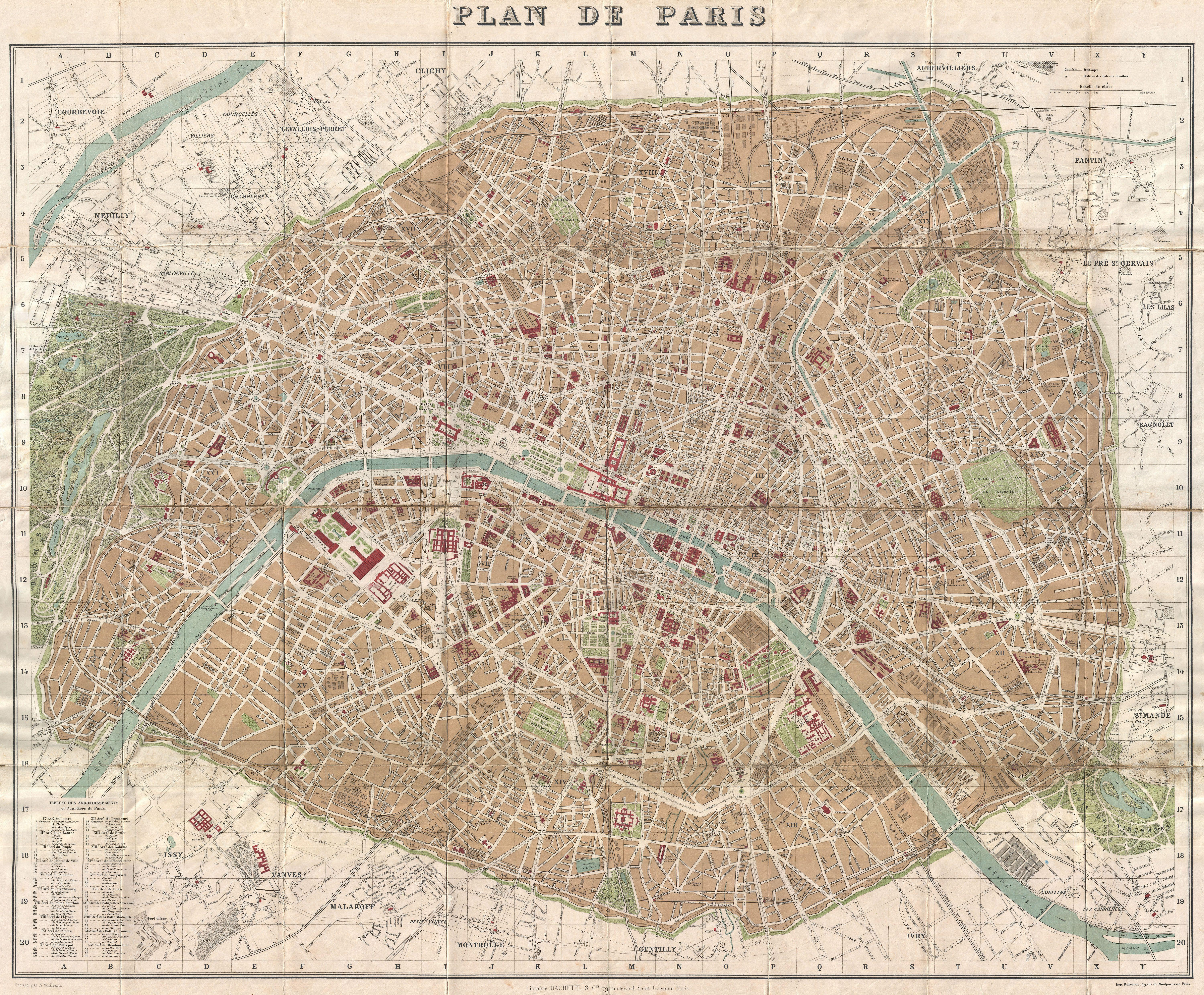
Carte de 1894 figurant l'avenue Gambetta comme un tronçon de l'avenue de la République.

## Bâtiments remarquables et lieux de mémoire
- No 58 : hôpital Tenon (entrée des piétons).
- Square Édouard-Vaillant.
- No 94 : rectorat de Paris.
- No 95 : l'immeuble du 95, avenue Gambetta et du 1, rue de la Chine, est un immeuble de rapport de sept étages, construit par l'architecte François-Adolphe Bocage (1860-1927). Il fait partie d'un ensemble de six immeubles construits par le même architecte entre l'avenue Gambetta, la rue de la Chine et la rue des Gâtines. Lui appartenant personnellement, c'est le seul immeuble de l'ensemble qui se distingue par sa façade plus travaillée de style Art nouveau. 
La demande du permis de construire est publiée le 24 février 1908. Bocage fait appel au céramiste Alexandre Bigot pour orner sa façade en briques d'ornements en grès flammé, principalement des frises au niveau du premier et du cinquième étage. Les deux oriels, donnant l'un sur l'avenue Gambetta et l'autre sur la rue de la Chine, possèdent des soubassements amplement décorés de motifs végétaux.
La porte d'entrée en fer forgé représente des paons faisant la roue, motif fréquent en Art nouveau. Au-dessus de la porte, une salamandre se repose sur des feuilles de nénuphar (immeuble inscrit sur la liste des protections patrimoniales du 20e arrondissement[2]).
- No 105 : villa Souchet, voie privée. Entre 1915 et 1974 se trouvait à ce niveau le cinéma Mambo (Gambetta-Étoile)[3].
- No 131 : entre 1933 et 1953, cinéma Le Pelleport[3].

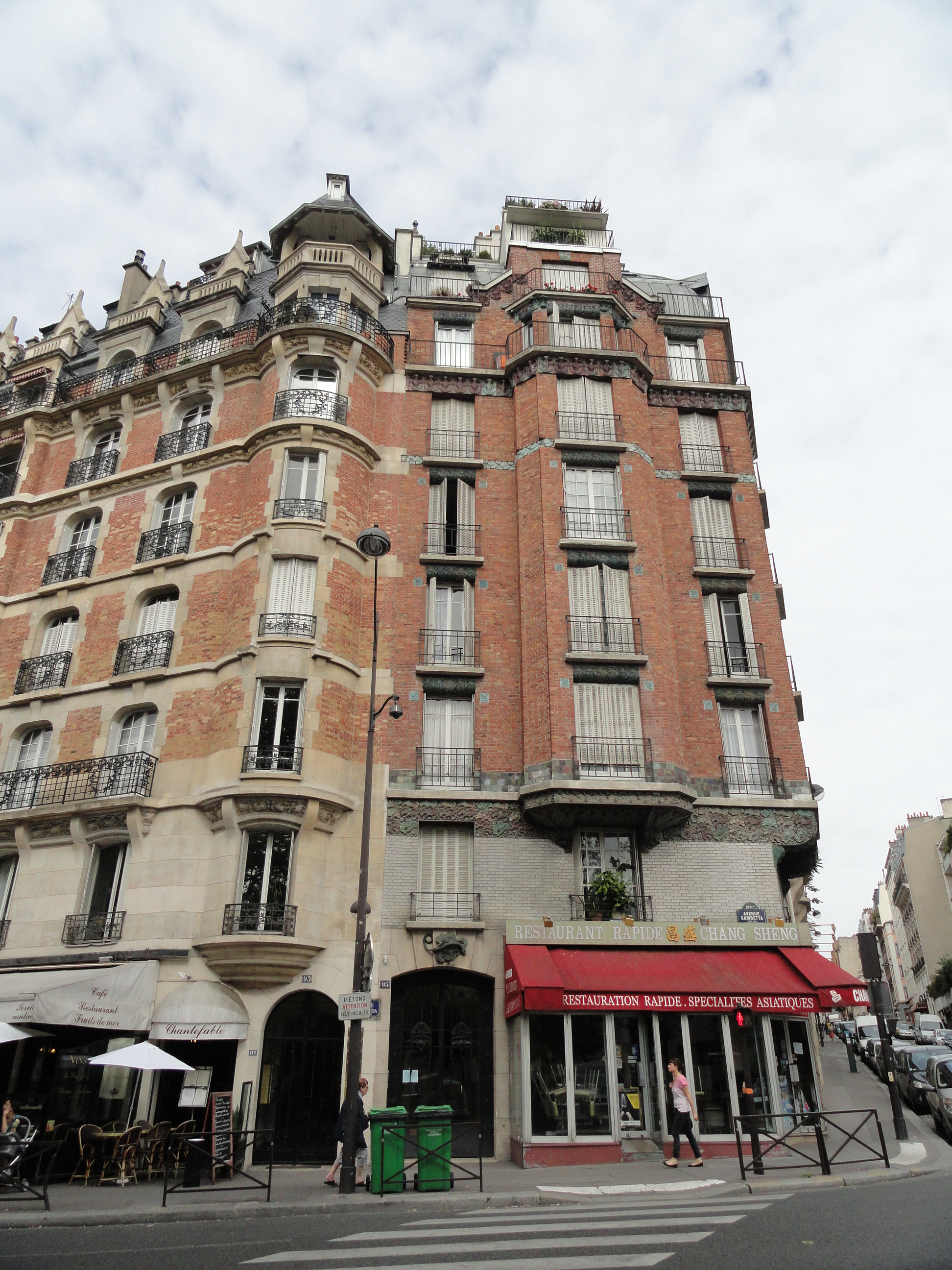
Vue d'ensemble de l'immeuble.
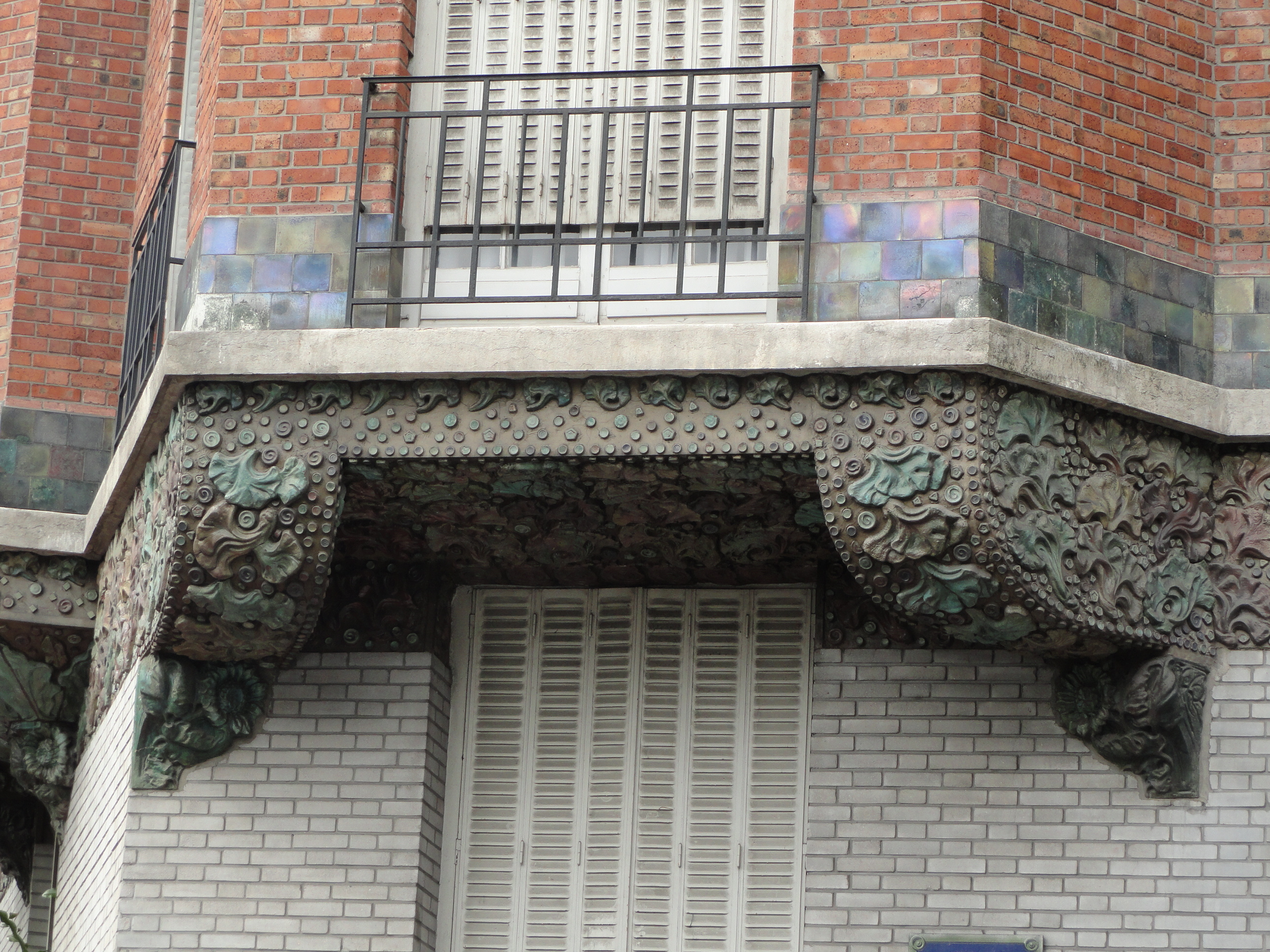
Soubassement de l'oriel rue de la Chine.
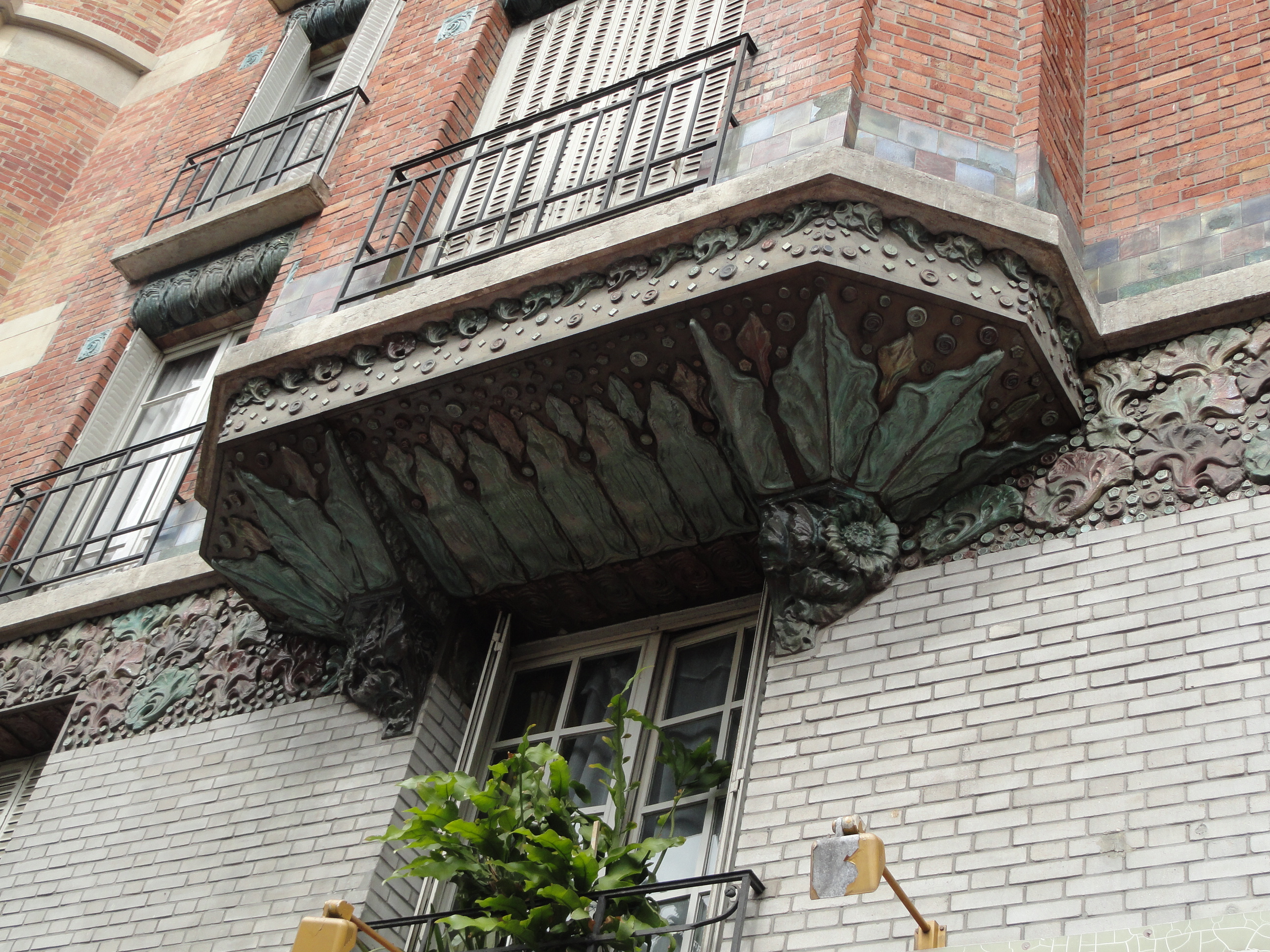
Soubassement de l'oriel avenue Gambetta.
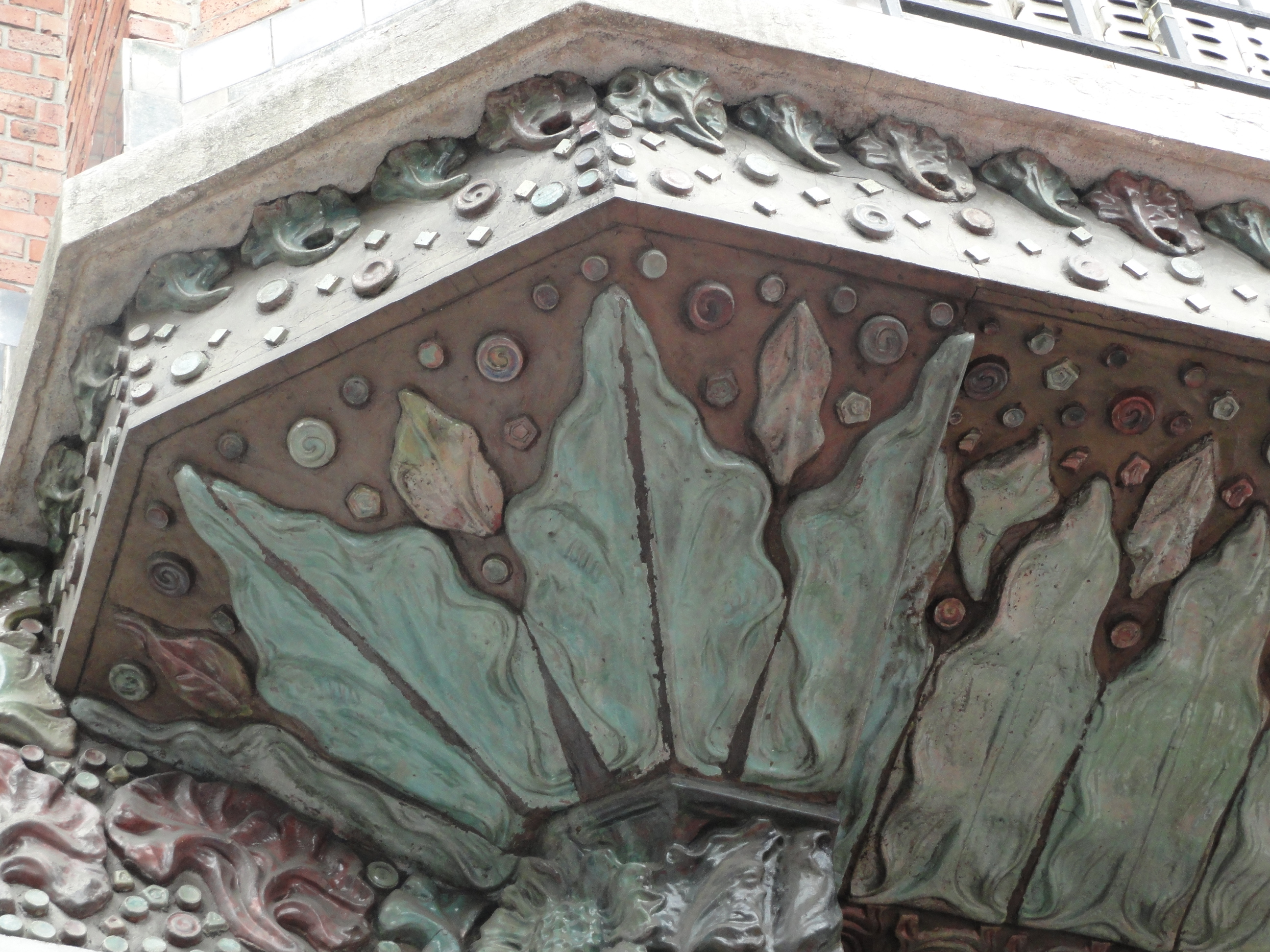
Détail du motif en grès flammé.
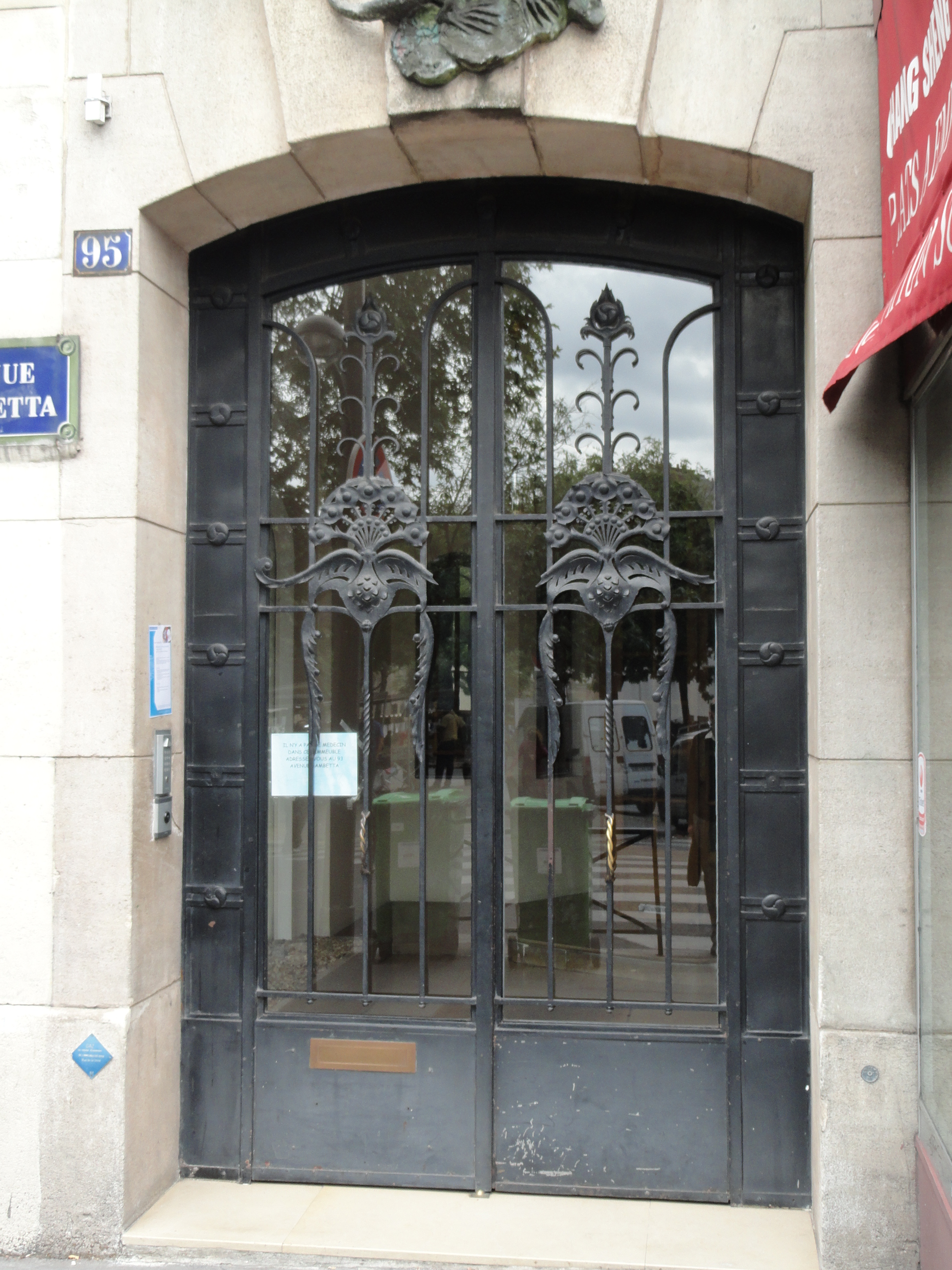
Porte d'entrée à motif de paon.
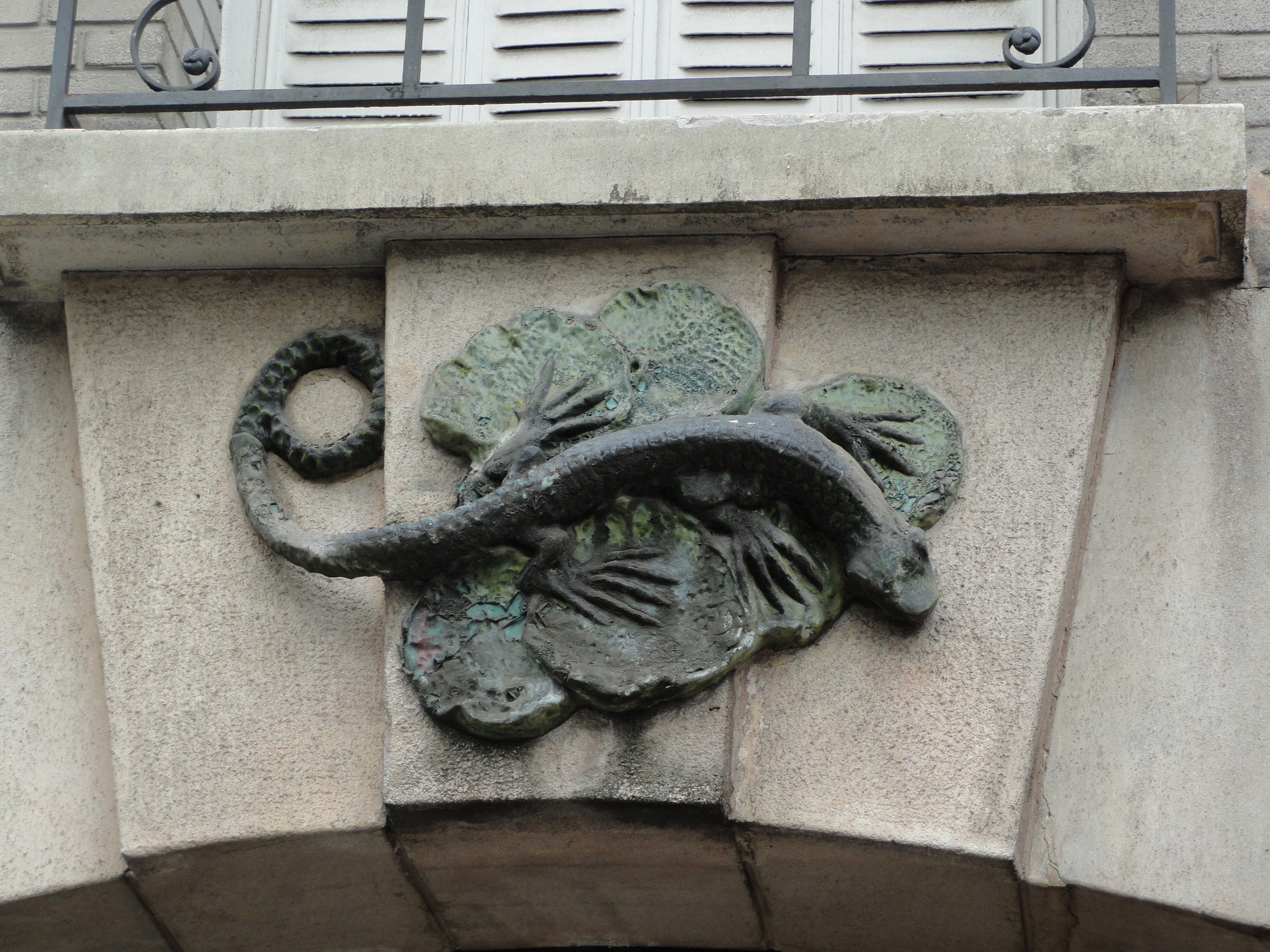
Salamandre au-dessus de la porte d'entrée.

- No 148 : piscine Georges-Vallerey.
- No 159 : théâtre de l'Est parisien.
- No 227 : l'aviatrice Carmen Damedoz y habitait. Elle y meurt en 1964[4].
- No 259 : entre 1937 et 1986, cinéma Les Tourelles[3],[5],[6].
- Jardin Samuel-de-Champlain.

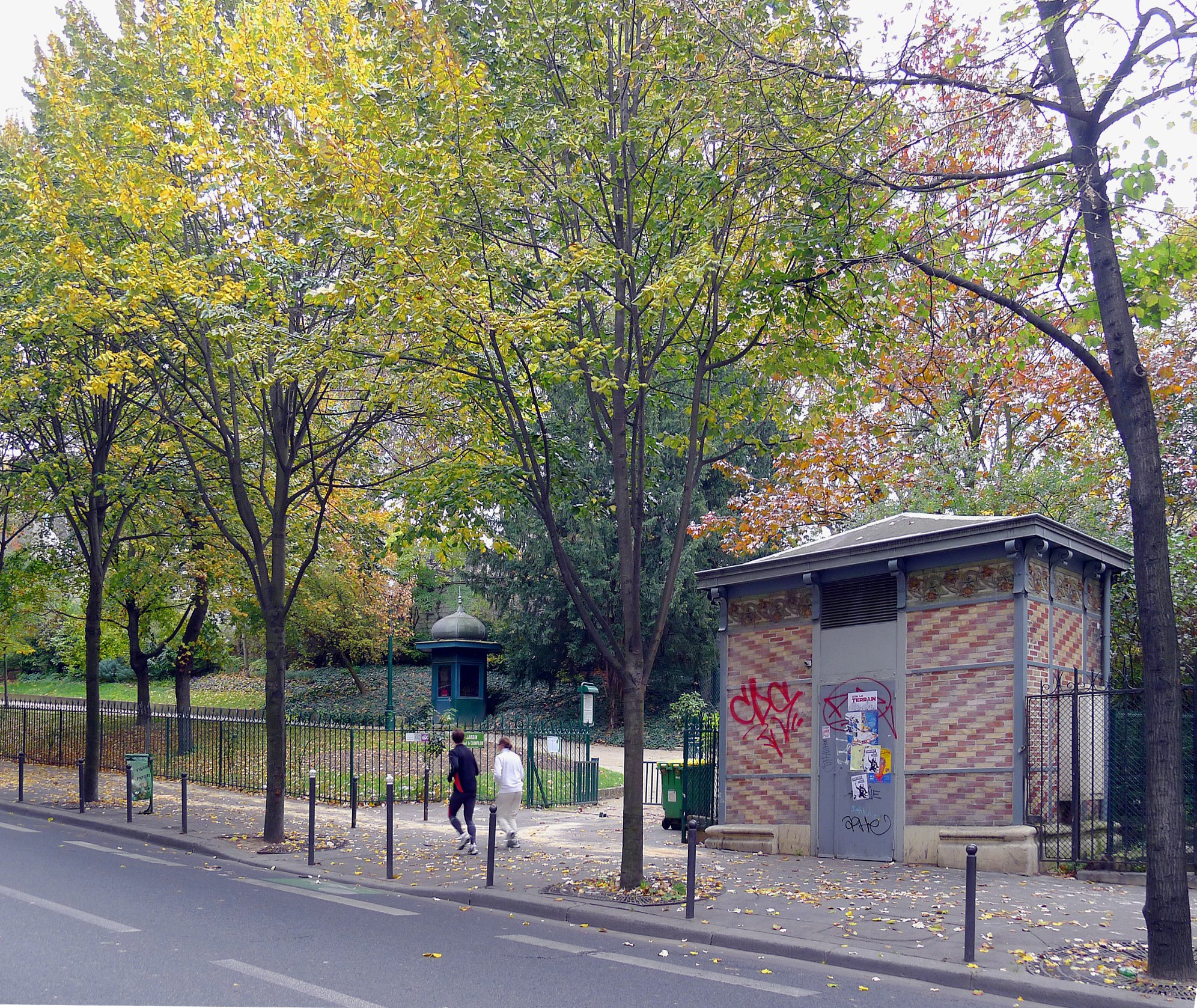
Entrée du square Samuel-de-Champlain.